# Freya (biljni rod)
Freya, monotipski biljni rod iz porodice glavočika, dio podtribusa Galinsoginae. Jedina vrsta je F. alba, endem iz venezuelske države Tachira
To je uspravna zeljasta biljka koja naraste od 30 do 60 cm

## Sinonimi
Nema.